# Пікові потреби

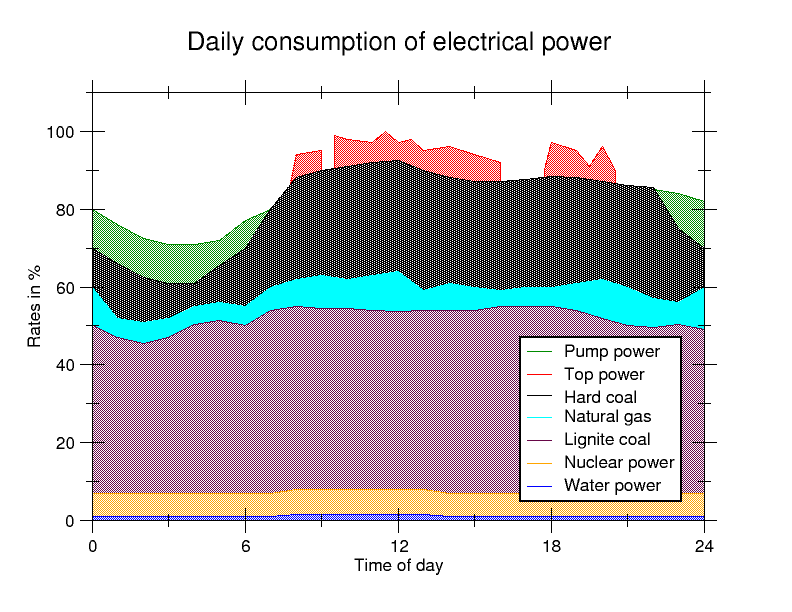
Приклад типового щоденного споживання електроенергії у Німеччині

Пікове навантаження означає короткочасний високий попит на електроенергію в електричній мережі або інших мережах постачання (природний газ, центральне опалення, місцеве опалення). 
Сплески попиту часто визначаються різким збільшенням потужності що споживається, через це для електропостачання доводиться використовувати швидко керовані електростанції з піковим навантаженням. Вони можуть забезпечити високу продуктивність протягом секунд або хвилин. До них належать гідроакумулювальні електростанції та електростанції зі зберіганням стисненого повітря, а також сучасні газотурбінні електростанції.

## Керування електростанцією та пікове навантаження
Щоби забезпечити постійну надійність енергопостачання, навіть за коливань споживання електроенергії, треба керувати електростанцією з урахуванням пікових значень. З погляду керування електромережею розрізняють три типи електростанцій, які використовуються по-різному в процесі навантаження:    
- Електростанції з базовим навантаженням: атомні електростанції, проточні електростанції, вугільні електростанції (у Німеччині для прикладу, електростанції, що працюють на бурому вугіллі, виробляють електроенергію для базового навантаження, а на кам’яному вугіллі – переважно для середнього навантаження) діють цілодобово на повну потужність, наскільки це можливо. Вони можуть виробляти електрику відносно дешево, але керувати ними можна лише повільно. У разі збоїв таких електростанцій, запасна (резервна) потужність має бути доступною в короткий термін, доки інші електростанції не зможуть взяти на себе виробництво додаткової електроенергії. Це не завжди можливо, особливо у разі незапланованих відмов великих енергоблоків.[2]
- Електростанції середнього навантаження (наприклад, вугільні електростанції, газові та парові електростанції комбінованого циклу) змінюють свою потужність відповідно до передбачуваного попиту на електроенергію згідно раніше встановленого добового графіка. У них середні витрати, на виробництво електроенергії та ними можна керувати у широких межах потужності, але регулювання працює з певною інерцією. Вони можуть лише обмеженою мірою реагувати на швидкі зміни попиту електроенергії; це має перехоплюватися електростанціями з піковим навантаженням.
- Електростанції з піковим навантаженням (гідроакумулювальні електростанції, електростанції з накопиченням стиснутого повітря, газотурбінні електростанції) можуть швидко відстежувати зміни навантаженості мережі. Газотурбінні електростанції досягають швидкості зміни до 20% від номінальної потужності за хвилину і мають час запуску лише кілька хвилин. Потужність можна змінювати від 20 до 100%.[3] Вони застосовуються для врівноваження коливань споживаної потужності або живлення генератора (наприклад його початкове збудження) що не може бути забезпечено іншими типами електростанцій чи для яких це не має економічного сенсу. Електростанції з піковим навантаженням зазвичай, використовуються лише протягом кількох годин на добу: під час пікового споживання, у разі великого зростання навантаження в мережі, та за незапланованих коливань споживання й вироблення електроенергії. Через споживання природного газу або енергії насосами, електроенергія котра виробляється ними, значно дорожча, ніж у інших видів електростанцій.

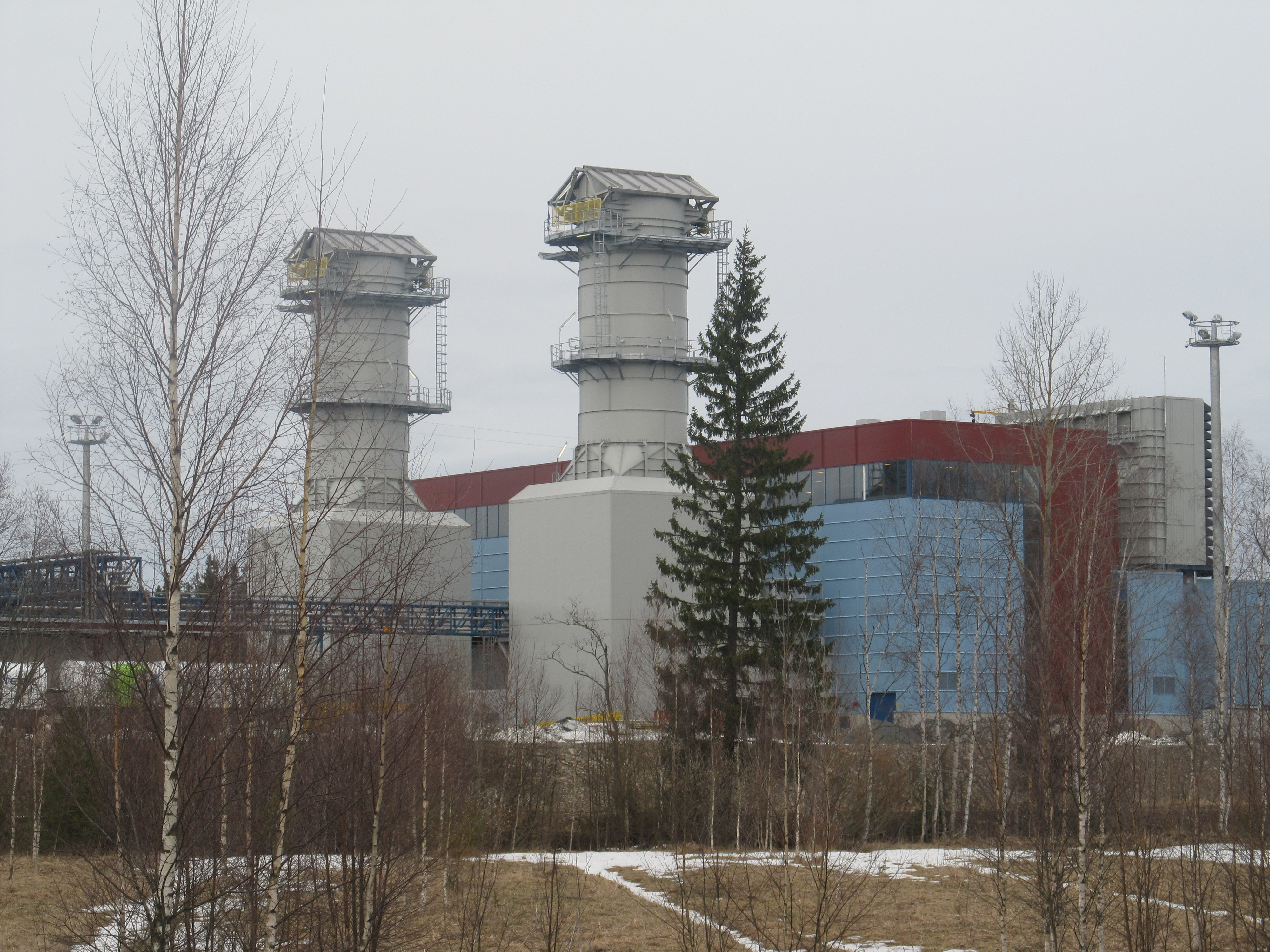
Резервна електростанція Fingrid потужністю 300 МВт у місті Форсса з двома газовими турбінами.

Відновлювані джерела електроенергії, такі як сонячні системи, вітряні турбіни та більшість теплоелектроцентралей, станом наприклад на 2012 рік, ще не були залучені до дієвої підтримки електричної мережі, за винятком примусових вимкнень операторами у складних становищах. За законом ЄС, ці виробники зазвичай віддають всю вироблену ними електроенергію в мережу (пріоритетне живлення). У підсумку, вони загалом витісняють електростанції середнього навантаження (фотоелектричні опівдні в сонячний день, також замінюють електростанції з піковим навантаженням) і у такий спосіб знижують ціну електроенергії на біржах. Однак коливання у виробництві електроенергії цими електростанціями, часто доводиться врівноважувати за допомогою електростанцій з піковим навантаженням, що натомість, призводить до додаткових витрат. Пристосування графіків електростанцій середнього навантаження до передбачуваного виробництва електроенергії, стало складнішим через непостійність вироблення відновлюваної електроенергії (відсутність вітру тощо), а прогнозування стало більш марудним. У 2010 роках, розроблялися способи децентралізованого згладження пікових навантажень. Наприклад, так звані регулятори навантаження, можуть бути встановлені в домогосподарствах або тимчасових (побутових) генераторах, а коливання навантаження у фотоелектричних системах, можуть бути врівноважені за допомогою сонячних інверторів. 

## Передбачуване пікове навантаження
Підвищена потреба в енергії протягом дня, зазвичай дуже передбачувана. Хід попиту протягом дня відомий. Він досягає своїх найвищих значень для прикладу, в Україні цілий рік в такі часи: ранковий пік – 8.00-11.00, вечірній – 20.00-22.00) і напів-піки (7.00-8.00; 11.00-20.00; 22.00-23.00). Такий приріст для покриття ранкового швидко-збільшуваного пікового навантаження відомий додатковими платежами власникам ТЕС від енергетичного ринку за «маневровість» і «робочу потужність». Згідно з правилами дії енергоринку України, такі платежі різко збільшують єдину гуртову ціну електроенергії, яка згодом закладається в тариф промислових і побутових споживачів. Так у структурі середнього тарифу генерувальних компаній ТЕС — плати за маневровість, пуск блоку, робочу потужність і відхилення від диспетчерського графіка, становлять майже 40% вартості кожної виробленої кВт-год. Існують також досить точні прогнози щодо подавання електроенергії третіх сторін (наприклад, передбачуваний рівень подавання електроенергії від вітрових електростанцій та фотоелектричних систем на основі поточних прогнозів погоди). Розклади роботи для електростанцій середнього навантаження, складаються з очікуваного перебігу доби. Менші похибки у передбаченнях, врівноважуються так званим резервом (запасом) керування, який диспетчери електростанцій повинні підтримувати в різному ступені готовності. 
Якщо очікуваний профіль навантаження не може бути покритий або це неекономічно, електростанціями середнього навантаження, використовується джерела пікового навантаження:    
- Якщо певної миті очікується таке стрімке збільшення споживаної потужності, що електростанції середнього навантаження не впораються з цим, планується підтримка електростанціями пікового навантаження протягом цього проміжку часу.

- Якщо сплески струму настільки короткі, що запустити електростанцію середнього навантаження буде неощадно, на цей проміжок часу планується використання електростанцій пікового навантаження.

## Непередбачуване пікове навантаження
Основна стаття: Керування резервом (електромережа)
У разі виходу з ладу електростанції з базовим чи середнім навантаженням або через несподівано високе навантаження в енергосистемі, може знадобитися робота електростанцій з піковим навантаженням. Щоби впоратися з раптовими відмовами, використовуються одна за одною різні силові установки:   
- Насамперед застосовуються гідроакумулювальні електростанції або електростанції зі стисненим повітрям, оскільки вони можуть забезпечити високу віддачу за кілька секунд.
- За кілька хвилин запускаються газотурбінні електростанції, щоби вони могли взяти на себе навантаження від накопичувальних електростанцій.
- Водночас, електростанції середнього навантаження виводяться в роботу з гарячого або холодного резерву. Однак тривалість цього лежить у межах годин. У міру того, як електростанції середнього навантаження можуть забезпечити потужність, електростанції пікового навантаження вимикаються.